# Mũi Trafalgar

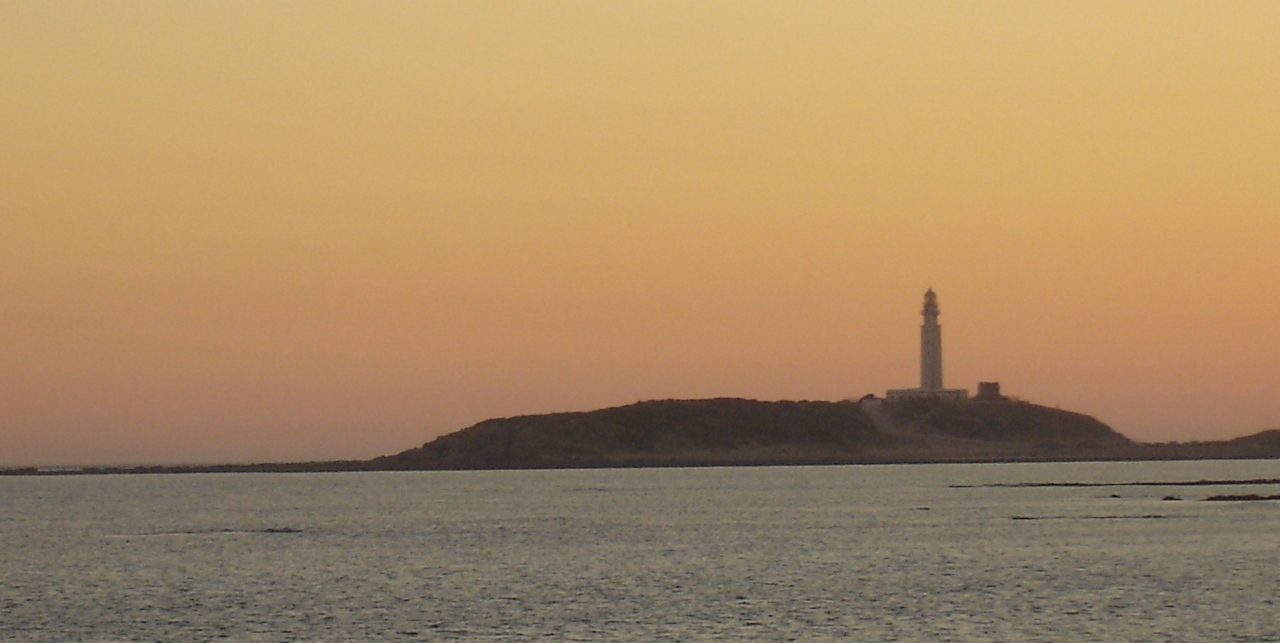
Cape Trafalgar

Mũi Trafalgar (tiếng Ả Rập: رأس الطرف الأغرّ Al-taraf al-agharr; tiếng Tây Ban Nha: Cabo Trafalgar) là một mũi đất nhô ra biển, thuộc tỉnh Cádiz, vùng Andalusia, miền tây nam Tây Ban Nha. Mũi đất này nằm ở phần cực tây bắc của eo biển Gibraltar, tại tọa độ địa lý .
Tên của mũi đất này có nguồn gốc từ tiếng Ả Rập, với cách phát âm hiện đại là sự sửa đổi sai lạc của 'Tarf al-Gharb', nghĩa là"mũi đất của những cây nguyệt quế".
Trận Trafalgar, một trận hải chiến giữa Hải quân Hoàng gia Anh với hạm đội liên quân Pháp-Tây Ban Nha ngày 21 tháng 10 năm 1805 diễn ra tại đây, đã đem lại chiến thắng cho Hải quân Hoàng gia Anh dưới quyền chỉ huy của đô đốc Horatio Nelson.